# Ronald Roberts
Pour les articles homonymes, voir Roberts.
Ronald Roberts Jr, né le 5 août 1991 à Bayonne au New Jersey, est un joueur américano-dominicain de basket-ball.

## Biographie
Non drafté en 2014, Roberts participent à la NBA Summer League 2014 avec les Sixers de Philadelphie. En juin 2014, il s'engage avec l'Élan sportif chalonnais en France mais après la NBA Summer League, il active sa clause lui permettant de rejoindre la NBA. Le 29 septembre 2014, il signe avec les Sixers. Cependant, il est coupé par les Sixers le 25 octobre 2014. Le 3 novembre 2014, il est sélectionné par les 87ers du Delaware comme un joueur affilié aux Sixers. Le 12 décembre 2014, il resigne avec les Sixers. Il est de nouveau coupé par les Sixers le 15 décembre sans avoir joué un match avec eux. Deux jours plus tard, il rejoint les 87ers. Le 21 janvier 2015, il est transféré aux Warriors de Santa Cruz avec les droits de joueur sur Darington Hobson contre Sean Kilpatrick et un premier tour de draft. Après deux matchs avec Santa Cruz, il quitte l'équipe et signe avec le San Miguel Beermen le 27 janvier 2015 pour participer à la PBA Commissioner's Cup 2015. Le 17 février 2015, il est remercié par le club après seulement quatre matchs.
Le 21 juillet 2015, il signe avec les Raptors de Toronto pour le camp d'entraînement après avoir participé avec eux à la NBA Summer League 2015 où il a tourné à 10,3 points et 9,5 rebonds par match.

## Palmarès
- 2× Third-team All-Atlantic 10 (2013–2014)
- Atlantic 10 Sixth Man of the Year (2012)